# Andreï Tchmil
Andreï Tchmil (* 22. Januar 1963 in Chabarowsk, RSFS, Sowjetunion) ist ein ehemaliger Radrennfahrer, der 1998 die belgische Staatsbürgerschaft annahm. Er gehört zu den erfolgreichsten „Klassikerjägern“ seiner Generation.

## Sportlicher Werdegang
Tchmil, der in der Sowjetunion geboren wurde, zog mit seinen Eltern als Kleinkind nach Moldawien. Dort kam er mit 16 Jahren durch seinen Onkel, der in der Nationalmannschaft fuhr, zum Straßenradsport. Als Amateur gewann er 1987 eine Etappe der Vuelta a Colombia und damit seinen ersten internationalen Wettbewerb.
Im Jahr 1989 wurde Tchmil als einer der ersten sowjetischen Radsportler Berufsfahrer und fuhr mit anderen sowjetischen Radrennfahrern für das italienische Radsportteam Alfa Lum. Nach zwei Jahren schloss er sich 1991 der belgischen Mannschaft SEFB an, gewann in diesem Jahr mit dem Grand Prix Pino Cerami sein erstes Profirennen und wurde der letzte sowjetische Meister im Straßenrennen.
1992 wechselte Tchmil zur italienischen Mannschaft GB-MG Maglificio um den belgischen Kapitän Johan Museeuw und startete nach Auflösung der Sowjetunion mit moldawischer Nationalität. Das Vertragsverhältnis endete 1993, da man ihm vorwarf, Museeuw nicht genug unterstützt zu haben.
Daraufhin fuhr Tchmil – nunmehr Ukrainer – ab 1994 für das belgische Lotto-Team. Dort entwickelte er sich zu einem Spezialisten für die Klassiker. In seinem ersten Vertragsjahr gewann er mit Paris–Roubaix 1994 sein erstes Monument des Radsports. Tchmil, der 1998 die belgische Staatsbürgerschaft annahm und auch sportlich mit belgischer Nationalität fuhr, gewann 1999 mit Mailand–Sanremo und 2000 mit der Flandern-Rundfahrt zwei weitere „Monumente“. Er wurde außerdem Gesamtsieger des Rad-Weltcup 1999, einer Serie der zehn wichtigsten Eintagesrennen für kommerzielle Teams.
Ein Sturz bei den Drei Tagen von De Panne 2002 führte dazu, dass seine Karriere endete und nicht erst wie geplant mit einer Teilnahme am letzten Frühjahrsklassiker des Jahres, dem Amstel Gold Race.

## Berufliches und Privates
Zunächst war Andreï Tchmil 2004 Sportlicher Leiter des Teams Chocolade Jacques. Im August 2006 wurde er Sportminister der Republik Moldau und 2008 übernahm er die Aufgabe des Managers des UCI ProTeams Katjuscha. Mitte September 2011 wurde bekannt gegeben, dass Hans-Michael Holczer ab Januar 2012 die Nachfolge von Tchmil bei Katjuscha antreten werde. 2013 bewarb sich Tchmil um das Präsidentenamt des Europäischen Radsportverbandes, unterlag bei der Abstimmung jedoch dem Präsidenten des französischen Verbandes FFC, David Lappartient.
Im April 2020 wurde bei Tchmil nach einer Krebserkrankung operativ ein Tumor entfernt.

## Erfolge
1987
- eine Etappe Vuelta a Colombia

1991
- Grand Prix Pino Cerami

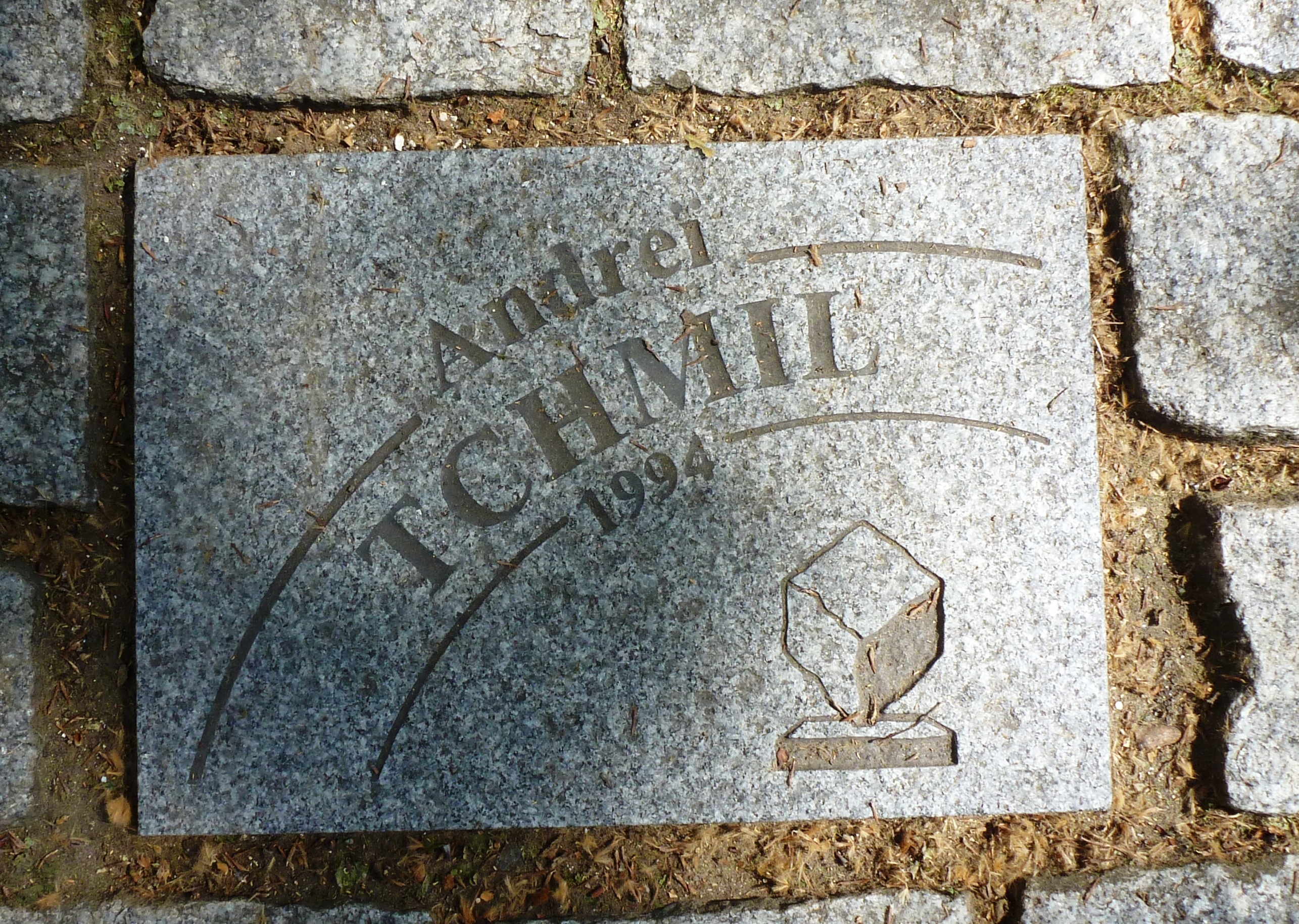
Pflasterstein für Tchmils Sieg bei Paris–Roubaix 1994

- Sowjetischer Meister – Straßenrennen
- Paris–Bourges

1994
- Grand Prix Harelbeke
- eine Etappe Drei Tage von De Panne
- Paris–Roubaix
- eine Etappe Vuelta a Burgos
- eine Etappe Tour of Britain
- Grand Prix Ouest France

1995
- Paris–Camembert
- eine Etappe Critérium du Dauphiné Libéré
- eine Etappe Vuelta a Burgos
- eine Etappe Tour du Limousin
- eine Etappe Tour du Limousin

1997
- Dwars door Belgie
- GP Rik Van Steenbergen
- Druivenkoers
- Paris–Tours

1998
- Kuurne–Brüssel–Kuurne
- zwei Etappen Paris–Nizza
- Trofeo Luis Puig
- eine Etappe Vuelta a Burgos

1999
- Mailand–Sanremo
- zwei Etappen Paris–Nizza
- Tour de la Region Wallone
- Rad-Weltcup

2000
- Kuurne–Brüssel–Kuurne
- Flandern-Rundfahrt
- eine Etappe Vuelta a Burgos
- Coppa Sabatini

2001
- E3 Harelbeke
- Gran Premio Beghelli

2002
- eine Etappe Belgien-Rundfahrt

## Monumente-des-Radsports-Platzierungen
| Monument                 | 1991 | 1992 | 1993 | 1994 | 1995 | 1996 | 1997 | 1998 | 1999 | 2000 | 2001 | 2002 |
| ------------------------ | ---- | ---- | ---- | ---- | ---- | ---- | ---- | ---- | ---- | ---- | ---- | ---- |
| Mailand–Sanremo          | –    | –    | –    | 9    | 14   | 10   | 49   | 5    | 1    | 18   | 41   | 7    |
| Flandern-Rundfahrt       | 65   | 23   | 11   | 3    | 3    | 6    | 4    | 3    | 7    | 1    | 9    | –    |
| Paris–Roubaix            | 49   | 15   | 34   | 1    | 2    | 6    | 4    | 13   | 8    | 24   | 8    | –    |
| Lüttich–Bastogne–Lüttich | 64   | –    | 75   | 11   | 12   | –    | –    | 20   | 17   | 56   | 32   | –    |
| Lombardei-Rundfahrt      | –    | 27   | –    | 34   | –    | –    | –    | –    | 14   | 17   | DNF  | –    |